# Vægtløftning under sommer-OL 2008
Vægtløftning under Sommer-OL 2008 bliver afholdt 9. august – 19. august. Konkurrencerne bliver afholdt i Beihang University Gymnasium.

## Konkurrencer
| - 56kg Mænd - 62kg Mænd - 69kg Mænd - 77kg Mænd - 85kg Mænd - 94kg Mænd - 105kg Mænd - +105kg Mænd |  | - 48kg Kvinder - 53kg Kvinder - 58kg Kvinder - 63kg Kvinder - 69kg Kvinder - 75kg Kvinder - +75 Kvinder |